# مصطفی الترک
مصطفی الترک (عربی: مصطفى الترك؛ زادهٔ ۱۴ ژوئیهٔ ۱۹۷۳) ورزشکار هنرهای رزمی ترکیبی بریتانیایی-لبنانی است.